# Parc national de Gola Rainforest
Le parc national de Gola Rainforest (anglais : Gola Rainforest National Park) est un parc national de Sierra Leone établi par le Parlement en décembre 2010[réf. nécessaire], fusionnant les réserves Gola Nord Forest Reserve, Gola East Forest Reserve et Gola West Forest Reserves, en faisant ainsi la seconde plus grande aire protégée du pays.

## Protection
Le parc est inscrit sur la liste du patrimoine mondial en 2025 par l'UNESCO, en tant que partie du bien « Complexe Gola-Tiwai ».